# Isbrytaren II (Göteborg)
Ska ej förväxlas med Isbrytaren II (Stockholm)
Isbrytaren II var en isbrytare i Göteborg.
Göteborgs hamn hade 1882 fått levererad sin första isbrytare, Isbrytaren, från Lindholmens varv i Göteborg. Denna kunde bryta upp till 60 centimeter tjock is utan vallar, men fungerade sämre i issörja. År 1893 behövde all trafik assistans från Skagen och då räckte inte heller en enda isbrytare till. Isbrytaren II levererades därför 1895, också  byggd på Lindholmens varv. Den tidigare isbrytaren döptes då om till Isbrytaren I. Förskeppet på Isbrytaren II var av så kallad "svensksundstyp" efter den isbrytande kanonbåten HMS Svensksund som byggts 1891. Denna för hade skarpare konkava linjer i förskeppet än den tidigare isbrytaren. Isbrytaren II fungerade så mycket bättre att den snart kom att ersätta Isbrytaren I helt.